# Juego del lenguaje (filosofía)

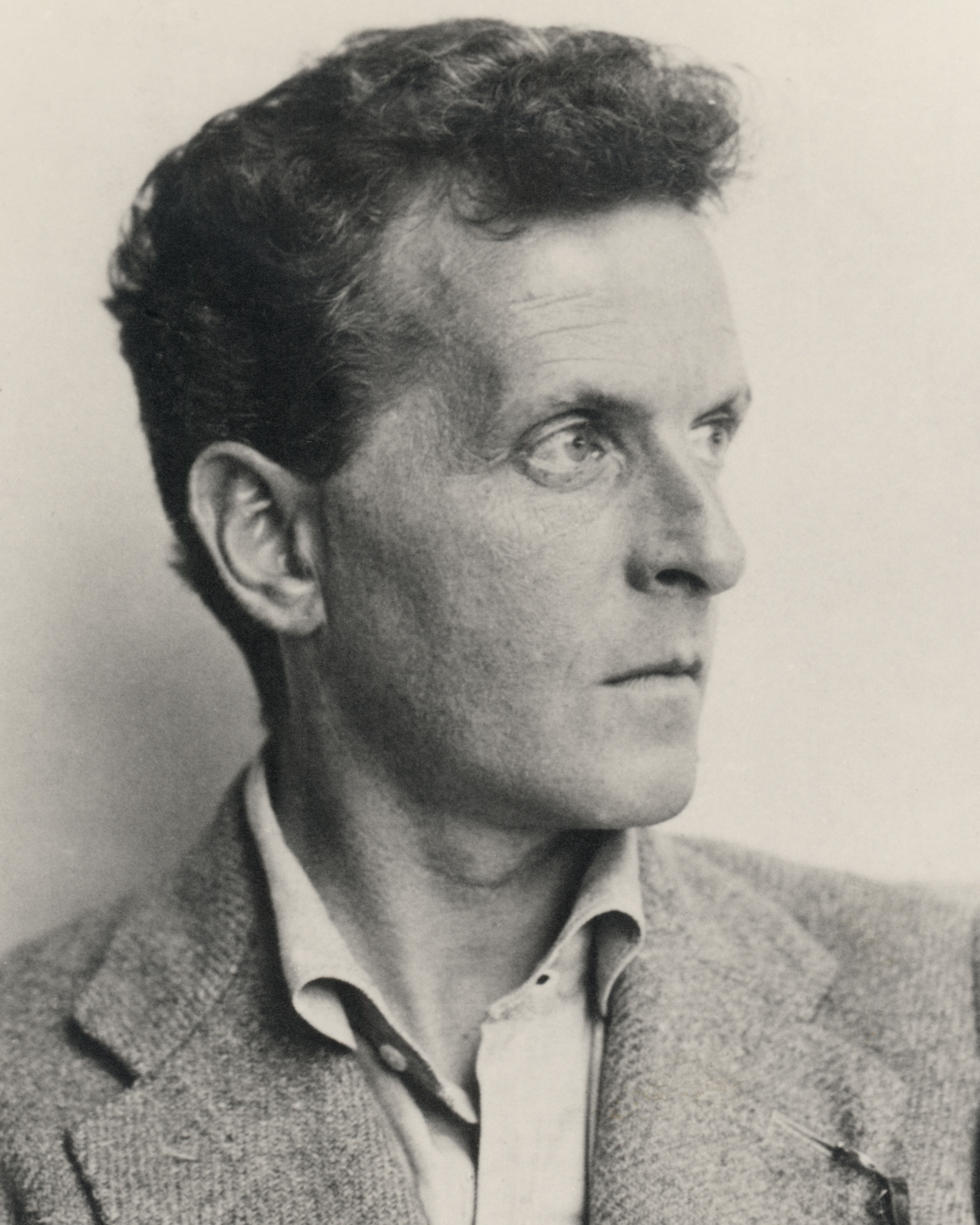
Ludwig Wittgenstein (1899–1951)

El «juego del lenguaje» es un concepto mayor de la filosofía de Ludwig Wittgenstein. Desarrollado en la parte denominada «post-Tractatus» de su obra, el concepto es uno de los más célebres del pensamiento wittgensteiniano. Aunque se menciona en textos anteriores, el concepto de juego de lenguaje no es desarrollado por primera vez hasta el Cuaderno azul (1933-1934), pero recibe en lo sucesivo otras explicaciones. Formas primitivas de lenguaje o experiencias de pensamiento, los juegos de lenguaje son el centro de la filosofía «intermediaria» de Wittgenstein.

## Definición de juego de lenguaje
Basado en inquietudes sobre la definición misma de las palabras, el concepto de juego de lenguaje es difícil de definir. Rechazando el enfoque verbal como el enfoque pragmático de la definición, Wittgenstein desemboca en el concepto de juego de lenguaje y en una definición del significado por el uso. El filósofo austríaco lo define en dos formas:
- La definición de una palabra a través de otras palabras lleva a una regresión ad infinitum (comprender la palabra explicada requiere comprender las palabras que sirven para explicarla, y para comprender éstas hace falta comprender las palabras que las explican a su vez, y así sucesivamente).
- La definición ostensiva consiste en explicar una palabra designando el objeto al cual corresponde. En realidad, son relativamente pocas las palabras que pueden ser completamente definidas de esta manera: ¿cómo mostrar la definición verbal y abstracta que corresponde a una palabra como « y », « o », « por qué »?

Wittgenstein propone entonces identificar el significado de una palabra con su uso. De este modo subraya la evidente correlación que hay entre el lenguaje y las acciones y la vida humana . El sentido de una palabra será su utilización en un contexto, su lugar en un hecho. En las matemáticas como en el lenguaje ordinario, se trata, de hecho, de aplicar reglas. El modelo que tomará el filósofo de Cambridge será sin embargo el juego. Juego y cálculo están unidos por la importancia de las reglas: en ambos casos el individuo va a obedecer reglas, aunque de modo ligeramente diferente. El juego de lenguaje será pues una cuestión de reglas: de aprendizaje y de utilización de reglas, incluso de creación de otras nuevas.
Esta breve explicación no es muy esclarecedora. Conforme a su método y a las tesis que sostiene, Wittgenstein no proporciona una «definición» precisa, ya que los diversos juegos de lenguaje son tan dispares y diferentes entre sí que no hay una regla general común en todo lo que Wittgenstein llama Sprachspiele. La mejor solución que encuentra para explicar el concepto es el uso de analogías :
- Encontramos ejemplos de juegos de lenguaje en el Cuaderno marrón (1934-1935) y en las Investigaciones filosóficas. En particular, el ejemplo clásico, que toma de Agustín de Hipona, el llamado «lenguaje del constructor».[2]

## Semejanzas familiares
No es fácil precisar formalmente el concepto de juego de lenguaje. No obstante, si los juegos son ante todo «semejanzas familiares», «aires de familia» que se aprecian en el uso, es posible discernir algunos elementos claves de los juegos de lenguaje
- Un juego de lenguaje es siempre completo, constituye un sistema autónomo en el seno de la lengua. Funciona a su manera, con términos y siguiendo los usos que corresponden a la situación-tipo en la cual se juega.
- Las reglas de un juego son: cambiar una regla, quitar o añadir otra, cambiar de juego.
- No es posible aislar una situación «pura» donde sólo se encuentre una forma única de juego. Diferentes juegos, más o menos complejos, se yuxtaponen en la vida corriente.
- Existen diversos tipos de juegos.

En un sentido más estricto del término, los juegos de lenguaje (Sprachspiele) son en Wittgenstein experiencias de pensamiento en las que se pone en escena un uso más o menos bien delimitado de una o varias palabras. Estas experiencias son numerosas en los textos de Wittgenstein, y constituyen juegos de lenguaje virtual: a falta de poder delimitar estrictamente un juego de lenguaje real, es, no obstante, posible fabricar juegos de lenguaje que pragamáticamente permitirán mostrar el método del juego de lenguaje. Los juegos wittgensteinianos tienen, así, una función de creación, por la que Wittgenstein se propone actualizar el funcionamiento de la lengua.
No debe pensarse, sin embargo, que el juego de lenguaje se limita al mero dominio de las reglas lingüísticas. Es importante «poner énfasis en que los juegos del lenguaje son creaciones que forman parte de actividades y estilos de vida (Lebensform)». Pero «estilo de vida» y «lenguaje» son inseparables: comprender una frase es comprender una parte del juego, según Wittgenstein. Más allá del conocimiento de las reglas arbitrarias que conforman el juego, hace falta saber cómo aplicar las reglas en una situación dada.
El concepto de juego de lenguaje muestra que el lenguaje, lejos de corresponder a un esquema rígido como podría suponerse a partir de la lectura del Tractatus (1921), se caracteriza, al contrario, por la variedad y heterogeneidad de sus usos. El objetivo de Wittgenstein es mostrar las regiones específicas del lenguaje que, a partir de su propia gramática, se caracterizan por una semejanza o una cierta familiaridad (Verwandtschaft).

## El juego y el lenguaje
Wittgenstein compara el uso de las palabras y el funcionamiento del lenguaje con un juego. En un juego de lenguaje una frase representa una acción comparable a otra en un juego similar pero que perdería todo su sentido fuera de éste. Las diferentes situaciones en una partida determina qué movimientos son justos, posibles o necesarios. La función del juego de lenguaje no es otro que el significado de la frase. El sentido no aparece sino en un contexto concreto. Es decir, que no aprendemos el sentido de las palabras que utilizamos aprendiendo los conceptos de ellas definen sino a través de la práctica del lenguaje. Wittgenstein habla a menudo de adiestramiento (Abrichtung).
- Para Wittgenstein hay múltiples juegos de lenguaje. La historia, como disciplina, puede ser considerada un juego de lenguaje.[6] En el párrafo 23 de las Investigaciones filosóficas, Wittgenstein da una lista de ejemplos que representan la multiplicidad de tales juegos: «Represéntase la diversidad de los juegos de lenguaje a partir de los ejemplos siguientes, y otros más».

### Textos
- Ludwig Wittgenstein, Investigaciones Filosóficas. Traducción del original alemán, introducción y notas de Jesús Padilla Gálvez. Editorial Trotta, Madrid, 2017. 329 págs.  Archivado el 28 de noviembre de 2020 en Wayback Machine. ISBN 978-84-9879-674-2. Reseña de Reyes Mate, "Wittgenstein, hablar y guardar silencio", ABC Cultural, Nº 1283, Sábado, 20 de mayo de 2017, pp. 08-09.
- Ludwig Wittgenstein, Cuaderno azul, en El Cuaderno azul y el Cuaderno marrón, trad. Marc Goldberg y Jérôme Sackur, Gallimard, París, 1996, 313 p.  (ISBN 2-07074-018-8)
- Wittgenstein (2005). Recherches philosophiques. traducción:Françoise Dastur, Maurice Élie, Jean-Luc Gautero, Dominique Janicaud, Élisabeth Rigal. Éditions Tel Gallimard. ISBN 9 782070 758524. 367 págs (Wittgenstein (2005). Recherches philosophiques. traducción:Françoise Dastur, Maurice Élie, Jean-Luc Gautero, Dominique Janicaud, Élisabeth Rigal. Éditions Tel Gallimard. ISBN 9 782070 758524. 367 págs Wittgenstein (2005). Recherches philosophiques. traducción:Françoise Dastur, Maurice Élie, Jean-Luc Gautero, Dominique Janicaud, Élisabeth Rigal. Éditions Tel Gallimard. ISBN 9 782070 758524. 367 págs

### Estudios
- G.P. Baker, P.M.S. Hacker, Analytical Commentary se the Philosophical Investigaciones, part 1: Wittgenstein: Understanding and Meaning, Oxford, 1980.
- Hans-Johan Glock, Diccionario Wittgenstein, Gallimard, 2003, p. 338-345.
- Jesús Padilla Gálvez, Margit Gaffal (Eds.): Forms of Life and Language Games. Heusenstamm: Ontos Verlag 2011. ISBN 978-3-86838-122-1.
- Jesús Padilla Gálvez, Margit Gaffal (Eds.): Formas de vida y juegos de lenguaje. Madrid, Plaza y Valdés, 2013. ISBN 9788415271758 Archivado el 23 de diciembre de 2017 en Wayback Machine.